# Lake Stevens
Lake Stevens az Amerikai Egyesült Államok északnyugati részén, Washington állam Snohomish megyéjében elhelyezkedő város. A 2010. évi népszámlálási adatok alapján 28 069 lakosa van.
A település 1960-ban kapott városi rangot; területe azóta többször is bővült.

## Történet
A tó körüli területen egykor a skykomish indiánok gyűjtögettek. A település egykor a Stevens Lake nevet viselte; névadója Isaac Stevens territóriumi kormányzó. Az első telepes az 1886-ban letelepedő Joseph William Davison. Charles A. Missimer 1889. október 8-án megalapította Outingot. A Seattle, Lake Shore and Eastern Railway, vasútvonalának 1889-es kiépülésével megalapították Machiast. A korábban Ferry nevet viselő Hartford az Everett and Monte Cristo Railway vasútvonalának fontos elágazása volt.
Outingot később többször is eladták. A Ruckers testvérek elterelték a Cassidy-patakot, majd 1907-ben zsindelygyárat nyitottak. Lake Stevens hivatalos létrejöttét 1908. február 8-án jegyezték fel; a településen a gyár 250 dolgozóját szállásolták el. A gyár 1919-ben leégett, de később helyreállították; a második, 1925-ös tüzet követően végleg bezárt, ekkor sokan elhagyták a települést. Az üzem 1910-ben elsüllyedt mozdonyát a haditengerészet 1995-ös gyakorlatán tárták fel.
Az 1920-as évek elején a helységet kisebb telkekre osztották fel, ahol üdülők létesültek; egyes napokon akár háromezer látogató is érkezett. Ugyan a pihenőövezet kialakítása sikeres volt, a népességszám nem nőtt és a kereskedelem sem fejlődött. A Hewitt sugárút felüljárója 1939-ben készült el.
Az 1950-es években a Frontier Village bevásárlóközpont megnyitására irányuló tervek hatására városfejlesztésbe kezdtek. A belvárosi üzlettulajdonosok 1958-ban a rendelethozás lehetősége és az adónövelés elkerülése érdekében a várossá alakulást javasolták. Az 1960. november 19-ei szavazáson 299–40 arányban a városi rang mellett döntöttek, amelyet a 900 lakosú Lake Stevens november 29-én kapott meg. A városháza egy korábbi posta helyén nyílt meg; az épületben fogda is volt, amelyet az állami törvények miatt nem használhattak.
Az üdülőterületek fejlődésével a vízminőség csökkent, így kiépítették a csatornázást. A tó algásodása ellen vízszellőztető rendszert helyeztek üzembe. A Froniter Village bevásárlóközpont 1960-ban, a 92-es számú országút pedig néhány évvel később készült el. Az 1970-es és 1980-as években a bevásárlóközpont körüli területeken lakásokat alakítottak ki. 1983-ban a lakók tiltakozása ellenére engedélyezték a Hewlett-Packard 51 hektáros tesztelőcsarnokának megnyitását.
Az 1990-es évek végén a városnak 5700 lakosa volt. A tó nyugati oldalán fekvő területeken húszezren éltek, és megakadályozták egy második kereskedelmi létesítmény megépültét. Lake Stevens nem tudta ezeket a területeket a városhoz csatolni, de az „egy közösség a tó körül” szellemiségében városfejlesztésbe kezdtek. 2006-ban a település 633 hektárral, 2000 és 2010 között további pedig 13 négyzetkilométerrel bővült. 2009-ben a népességszám több mint tízezer fővel nőtt. A tó körül további területeket csatolnának a városhoz.
2018-ban a népsűrűség növeléséről és a város gyalogosbarátabbá tételéről döntöttek. A korábbi városháza épületét 2017-ben bontották el. A rendőrséget az egykori tűzoltólaktanyába költöztették. Egy tervezet szerint több közszolgáltatást is közös épületbe vonnának össze.

## Éghajlat
A város éghajlata mediterrán (a Köppen-skála szerint Csb).
| Hónap                         | Jan.  | Feb.  | Már.  | Ápr. | Máj. | Jún. | Júl. | Aug. | Szep. | Okt. | Nov.  | Dec.  | Év    |
| ----------------------------- | ----- | ----- | ----- | ---- | ---- | ---- | ---- | ---- | ----- | ---- | ----- | ----- | ----- |
| Rekord max. hőmérséklet (°C)  | 22,2  | 23,3  | 27,8  | 31,1 | 33,9 | 36,7 | 33,9 | 34,4 | 31,7  | 28,3 | 22,8  | 18,9  | 36,7  |
| Átlagos max. hőmérséklet (°C) | 8,9   | 10,6  | 12,8  | 15,6 | 18,3 | 21,1 | 23,9 | 23,9 | 21,1  | 16,1 | 11,1  | 7,8   | 16,0  |
| Átlagos min. hőmérséklet (°C) | 1,7   | 1,1   | 2,8   | 5,0  | 7,8  | 10,6 | 12,2 | 12,2 | 9,4   | 5,6  | 3,3   | 0,6   | 6,1   |
| Rekord min. hőmérséklet (°C)  | −18,0 | −18,0 | −12,2 | −5,0 | −3,9 | 2,2  | 2,8  | 3,9  | −0,6  | −5,6 | −18,0 | −18,0 | −18,0 |
| Átl. csapadékmennyiség (mm)   | 130   | 81    | 94    | 76   | 68   | 58   | 30   | 29   | 50    | 91   | 141   | 131   | 979   |
| Forrás: The Weather Channel   |       |       |       |      |      |      |      |      |       |      |       |       |       |

## Népesség
A 2010-es népszámláláskor a városnak 28 069 lakója, 9810 háztartása és 7520 családja volt. A népsűrűség 1182,4 fő/km2. A lakóegységek száma 10 414, sűrűségük 438,7 db/km2. A lakosok 85,1%-a fehér, 1,7%-a afroamerikai, 0,9%-a indián, 3,6%-a ázsiai, 0,4%-a a Csendes-óceáni szigetekről származik, 3,2%-a egyéb, 5,1%-a pedig kettő vagy több etnikumú. A spanyol vagy latino származásúak aránya 8,6% (   )
A háztartások 45,1%-ában élt 18 évnél fiatalabb. 56,3% házas, 11,9% egyedülálló nő, 5,8% egyedülálló férfi, 26,1% pedig nem család. 19,1% egyedül élt; 5,2%-uk 65 éves vagy idősebb. Egy háztartásban átlagosan 2,86 személy élt; a családok átlagmérete 3,26 fő.
A medián életkor 32,5 év volt. A város lakóinak 29,9%-a 18 évesnél fiatalabb, 8,5% 18 és 24 év közötti, 32,2%-uk 25 és 44 év közötti, 23%-uk 45 és 64 év közötti, 6,5%-uk pedig 65 éves vagy idősebb. A lakosok 49,9%-a férfi, 50,1%-a pedig nő.

## Gazdaság
A 2018-as adatok szerint a városban 16 796 aktív korú lakos él; a munkanélküliség 3,5%. A legnagyobb foglalkoztatók a gyártóipar (18,3%), az oktatás és egészségügy (17,4%), a kereskedelem (12,5%), a professzionális szolgáltató szervezetek (11,3%) és az építőipar (10%). A lakók 81,%-a saját gépjárművel, 9,8%-a telekocsival, 2%-a tömegközlekedéssel, 1,2%-a gyalog, 0,6%-a pedig egyéb módon jut el munkahelyére; otthonról 5% dolgozik. Az aktív korúak mindössze 6,3%-a dolgozik a városhatárokon belül; 20% Everettbe, 13% Seattle-be, 4%-a pedig Bellevue-ba ingázott.
A 2012-es becslések szerint a város 1553 foglalkoztatója 4202 munkahelyet kínál; ebből 1595 a szolgáltatóiparban, 991 az oktatásban, 696 pedig a kereskedelemben érhető el. A legnagyobb foglalkoztatók a tankerület és a repülőgép-alkatrészeket Cobalt Enterprises.
A Hewlett-Packard tesztelőcsarnoka 1985-ben nyílt meg. Az üzemet 2002-ben bezárták, helyén lakások épültek.
A WA-9 és a WA-204 csomópontjában fekvő bevásárlóközpont építése az 1960-as években kezdődött; a komplexum üzletei 19 300 km2-en terülnek el. Több közmeghallgatást követően 2019 decemberében az önkormányzat engedélyezte a Costco új üzletének megépültét.

## Közigazgatás
A képviselő-testület hét tagját és a polgármestert négy évre választják. A 85 állandó alkalmazottal rendelkező önkormányzatnak 2020-ban 43,4 millió dollár bevétele és 50,4 millió dollár kiadása volt.

## Kultúra
A North Cove Parkban megrendezett Aquafesten 2018-ban harmincezren vettek részt. Az eseményen csónak-, autó- és cirkuszi bemutató is látható. A 2000-es évek óta a fesztivál részeként megtartott triatlon az Ironman világbajnokság selejtezője.

## Parkok
Lake Stevensben 79 hektárnyi közpark található, amelyből 64 áll városi fenntartás alatt; a többit a megye, valamint a halászati és vadászati hivatal működteti. 56 hektár közösségi szervezetek és mások tulajdonában áll.
A legnagyobb, önkormányzati tulajdonú közpark a 11 hektárt elfoglaló Eagle Ridge Park. A Cavalero Community Parkban kutyafuttatók találhatóak, és egy gördeszkapark megnyitását tervezik. A Lake Stevens Community Parkban sportpályák találhatók.
Számos közpark fekszik vízparton; a Davies Beachen (korábban Wyatt Park) pedig csónakház és strand is találhatóak. A Lundeen Park egy korábbi üdülő területén nyílt meg, itt kajakkölcsönzés is lehetséges. A North Cove Parkot közösségi térré fejlesztenék. A Catherine Creek Parkban 2000-ben discgolf-pálya létesült.
A 48 kilométer hosszú Centennial túraútvonal Arlington és Snohomish között húzódik. Az elektromos vezetékek mentén számos kisebb útvonal található.
A városháza közelében közösségi ház működik. Az evezős klub 1997-ben nyílt meg.

## Oktatás
A Lake Stevens-i Tankerületnek a 2018–2019-es tanévben 9192 diákja, 464 tanára és 256 egyéb alkalmazottja volt. Az 1979-ben megnyílt középiskola felújítási munkálatai 2018 júniusában kezdődtek; az első fázis 2019 novemberében készült el. A Stevens Creek általános iskola 2018-ban nyílt meg.
A Sno-Isle Libraries által fenntartott városi könyvtár 1985-től működik. A fenntartó új létesítmény megnyitását tervezte; ugyan a 2017 februári népszavazás során a lakosok hozzájárultak a bővítéshez, azonban az alacsony részvételi arány miatt a választás érvénytelen volt. 2018 februárjában újra szavaztak, azonban az igenek aránya nem érte el a szükséges 60%-ot.

## Infrastruktúra

### Egészségügy
A városban két sürgősségi ellátóhely (a The Everett Clinic telephelye és a 2017-ben megnyílt MultiCare Indigo Urgent Care Clinic) működik.

### Közlekedés
Lake Stevens közúton a WA-9-en, a WA-92-n és a WA-204-en közelíthető meg. A rendszeres forgalmi dugók miatt a Hewitt sugárút felüljárójának bővítését, valamint a WA-9 és a WA-204 csomópontjának átalakítását tervezik.
A város tömegközlekedését a Community Transit biztosítja, amely Everett, Granite Falls, Lynnwood, Marysville és Snohomish felé közlekedtet járatokat. A 2004-ben megnyílt P+R parkolótól csúcsidőben Seattle felé indulnak buszok.

### Közművek
A város elektromos áramát és ivóvizét a megyei közműszolgáltató biztosítja; a víz a Spada- és Chaplain-víztározókból származik. A város földgázszolgáltatója a Puget Sound Energy.
A hulladékszállításért a Republic Services és a Waste Management, a csatornahálózatért az 1957-ben alapított Lake Stevens Sewer District felel; utóbbit 2032-ben a városba olvasztanák. A 2013-ban megnyílt szennyvíztisztító telep költségei miatt vita alakult ki a város és a szolgáltató között.

## Nevezetes személyek
- Chris Pratt, színész[98]
- Cory Kennedy, gördeszkás[99]
- Jacob Eason, amerikaifutball-játékos[100]
- Travis Bracht, énekes[101]

## Fordítás
- Ez a szócikk részben vagy egészben  a   Lake Stevens, Washington című angol Wikipédia-szócikk ezen változatának fordításán alapul.  Az eredeti cikk szerkesztőit annak laptörténete sorolja fel. Ez a jelzés csupán a megfogalmazás eredetét és a szerzői jogokat jelzi, nem szolgál a cikkben szereplő információk forrásmegjelöléseként.